# Henner Höhs

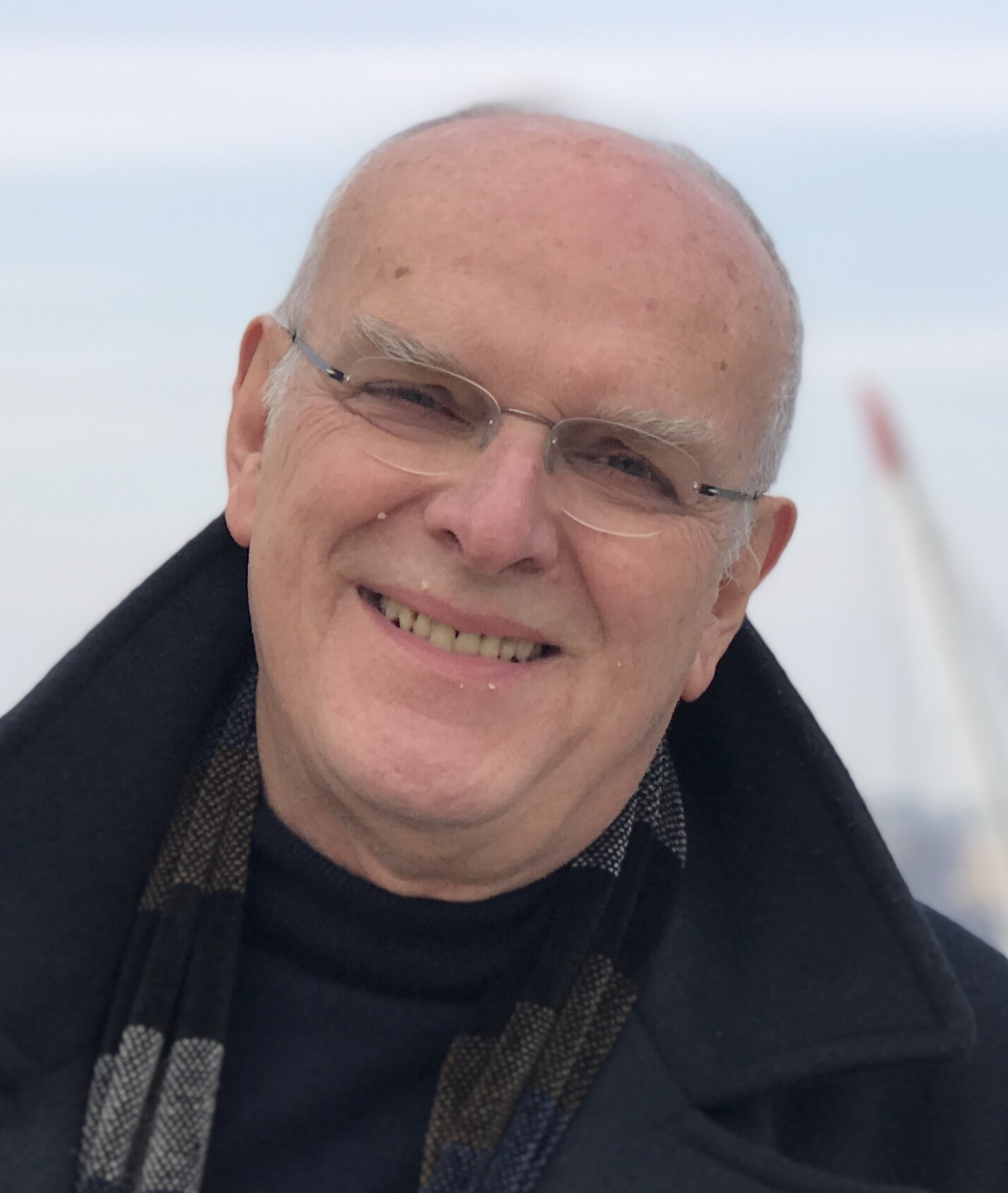
Henner Höhs, 2019

Henner Höhs (* 3. Oktober 1944 in Aschersleben) ist ein deutscher Redakteur, Produzent und Autor.

## Biografie
Höhs wuchs in Hamburg und Frankfurt am Main auf. Dort besuchte er das altsprachliche Lessing-Gymnasium, wo er auch das Abitur ablegte. Von 1964 bis 1968 studierte er an der Freien Universität Berlin Germanistik, Theaterwissenschaft, Publizistik und Soziologie.
Er arbeitete zunächst als freier Lektor für die Fernsehspielabteilung des ZDF und erhielt 1969 nach einem Volontariat eine Anstellung als Dramaturg in der Hauptabteilung Fernsehspiel beim Südwestfunk Baden-Baden. Er begann mit Übersetzungen und Bearbeitungen von Fernsehfilmen und schrieb 1974 das Drehbuch zu der TATORT-Folge „Playback oder Die Show geht weiter“. Außerdem verfasste er Sketche, Rezensionen und andere Artikel für den Hörfunk des Südwestfunks.
1975 wechselte er als Redakteur für die Auswahl, den Ankauf und die deutsche Bearbeitung von Serien, Fernseh- und Kinofilmen nach Frankfurt am Main zur ARD-Filmredaktion, deren stellvertretender Leiter er wurde. Zudem übernahm er zusätzlich die Leitung der Synchronabteilung der Degeto.
1995 kehrte er als Serien- und Unterhaltungschef des SWF-Fernsehens nach Baden-Baden zurück, wurde Mitglied der Gemeinschaftsredaktion Serien im Hauptabendprogramm und produzierte Fernsehfilme, sowie Serien und Unterhaltungsshows. Er war verantwortlich für die erfolgreiche Wiederaufnahme der Sendereihe „Verstehen Sie Spaß?“ mit dem Moderator Cherno Jobatey und die Neuauflage der „Deutschen Schlagerfestspiele“ mit Dieter Thomas Heck. Außerdem betreute er redaktionell die ersten Jahre der Sendung „Immer wieder sonntags“ mit Max Schautzer. 
1999 zog er nach Leipzig und arbeitet seitdem als freier Autor, Formatentwickler und Script Doctor. Zu seinen Veröffentlichungen zählen auch drei Kinderbücher, die unter dem Pseudonym „Laura Foster“ erschienen.

## Filmografie (Auswahl)

### Fernsehfilme
- 1970: Die lieben Freunde
- 1971: Ein Mordanschlag
- 1972: Szenen aus dem Eheleben (Übersetzung)
- 1973: Fall nicht in den Schwanensee (Übersetzung und Bearbeitung)[2]
- 1974: Diplomatengepäck (Übersetzung und Bearbeitung)
- 1976: Tausend Clowns (Übersetzung)
- 1995: Im Zweifel für
- 1996: Ihr Geschenk
- 1996: Atemlos durch die Nacht
- 1997: Nur Hotel- und Hausbesuche[3]

### Serien
- 1995–1999: Der Havelkaiser
- 1997–1999: Happy Birthday[4]
- 1997: Himmelsheim
- 2007–2008: Irene Huss, Kripo Göteborg

### Shows
- 1995: Flitterabend
- 1995–1999: Die Goldene Stimmgabel
- 1995–1999: Die deutsche Schlagerparade
- 1995–1999: Die Schlagerparade der Volksmusik
- 1995–1999: Deutsche Schlagerfestspiele
- 1995–1999: Stars – Die AIDS-Gala
- 1995–1999: Immer wieder sonntags
- 1997: MüllerMax[5]
- 1998–1999: Verstehen Sie Spaß?

### Fernsehfilme/Drehbuch
- 1974: Tatort – Playback oder Die Show geht weiter
- 2000: Alle Kinder brauchen Liebe (unter dem Pseudonym Christian Lang)
- 2005: Lauras Wunschzettel[6]
- 2008: Der Nikolaus im Haus
- 2009: Detektiv wider Willen

## Bücher
- 2015: Der Fluch von Cliffmoore
- 2016: Der Fluch von Castle Rock
- 2016: Der Fluch von Burton Hall
- 2020: Die Maus macht keine halben Sachen